# Hydatophylax soldatovi
Hydatophylax soldatovi là một loài Trichoptera trong họ Limnephilidae. Chúng phân bố ở miền Cổ bắc.